# Иван Губијан
Иван Губијан (Бјеловар 14. јун 1923 — Београд 5. јануар 2009) био је југословенски атлетски репрезентативац у дисциплини бацање кладива, освајач прве медаље за југословенску атлетику на Олимпијским играма 1948 у Лондону.

## Почеци бављења гимнастиком
Рођен је 1923. године у Бјеловару. Као и сви дечаци није пропуштао да се попне на свако дрво и прескочи сваку ограду. У тим дечачким несташлуцима показивао је своје склоности ка гимнастици, па је једног дана у 14. години отишао у дворану тамошњег „Сокола“. Брзо је напредовао, а спортски хроничари се сећају важног детаља у његовој спортској биографији. Био је несуђени олимпијац 1940. у гимнастици, али почетак Другог светског рата, онемогућио га је да отпутује у Токио.
Рат је окончао његову гимнастичку каријеру и његово једино сећање на те дане је чувени — гимнастичарски салто. Њега је извео 1948. године у Лондону када је хицем од 54,27 метара освојио сребрну олимпијску медаљу. Злато је тада припало Мађару Немету, касније оцу и тренеру олимпијског победника и светског рекордера у бацању копља — Миклоша Немета. Били су пријатељи и љути ривали на бацалишту.

## Бацање кладива
Како је дошло до тога да Иван Губијан баца кладиво. Једном приликом за време рата први пут је видио како неко баца кладиво. Пожелео је да се и сам опроба и у свом првом покушају бацања кладива, окретом око своје осе победио је чувеног бацача кладива Петра Гоића. Овај снажни кладиваш из Загреба био је појам једног времена, чувени бацач, на Балкану. Као прави спортиста није љубоморно одвратио Губијана од бацања кладива, већ га је усмерио према светским висинама у овој дисциплини. Био му је тренер, саветодавац, пријатељ и можда најзаслужнији за његов развој.
Када се окончао рат Губијан се као војник обрео међу атлетичарима Партизана и од тада па до дубоке старости остаје његов члан, најпре као такмичар, а затим као тренер млађих генерација. На борилиштима је био до 1982. када је бацио 48,94 метра.
Обзиром да је био висок само 1,72 метра (са 83 кг мишића), што су многи сматрали недостатком Иван Губијан је претворио у предност па је увео четврти окрет у кругу за бацање, један више од свих дотадашњих бацача кладива. Говорили су му да се угледа на мађарске бацаче и смањи на три.
Видите колики су они, по два метра, а ја метар и жилет. Не могу да их имитирам и победим
 објашњавао је тада Иван Губијан.
Та његова техника доминира од 1991. године и донела је бацању кладива светске рекорде. Тренирао је многе југословенске и српске рекордере. Његови ученици су били Крешимир Рачећ (шести на Олимпијским играма 1956), Звонко Безјак (шести на Олимпијским играма 1960, рекордерка Данијела Јанковић и наш тренутно најбољи бацач Зоран Лончар.
Губијанова владавина у бацању кладива трајала је од 1945. до 1955. године. Први државни рекорд забележио је 1947. године, када је пребацио даљину од 56,27 метара. Премашио га је Крешимир Рачићу 1955. хицем од 60,28 метара. Последње Губијаново рекордно достигнуће било је 59,69 метара. За време од осам година пет пута је обарао југословенски рекорд. У његовој ризници трофеја, поред сребрне олимпијске медаље Губијан је освајао и три Првенства Балкана (Тирана 1946, Атина 1953. и Истанбул 1955), био је други на Медитеранским играма 1951. девет пута првак Југославије. Репрезентивац Југославије је био 27 пута.
Велико срце попустило је крајем 2007. када је преминула супруга Розика. Са њом има кћер Хермину и сина Звонка (који има двоје деце). Бол због губитка супруге је био превелик и они који су га познавали сматрају да се први пут предао у животу. Дуго је лежао на ВМА, где је и преминуо ујутро 4. јануара 2009. године.

## Занимљивост
Приликом доделе медаља на Летњим олимпијским играма 1948. у Лондону где је освојио сребрну медаљу, Иван Губијан је скочио салтом са победничког постоља, што су гледаоци наградили аплаузом.